# 종말신경

뇌신경

종말신경 (terminal nerve) 또는 제0뇌신경 또는 CN 0은, CN I에서 CN XII의 주요 분류 (seminal classification)에는 포함되지 않지만, 현재 일반적으로 뇌신경으로 분류되는 신경이다. 종말신경은 독일 과학자 구스타프 프리취 (Gustav Fritsch)에 의해 1878년에 상어의 뇌에서 발견되었다. 종말신경은 인간에서 1931년에 처음으로 발견되었다. 1990년의 연구에 따르면 종말신경은 성인 인간의 뇌에서 흔히 발견되는 것으로 나타났다.
종말신경은 뇌신경 XIII (cranial nerve XIII), 영 신경(zero nerve), 신경 N (nerve N),
NT 등 다른 이름으로 비공식적으로 불려왔다.

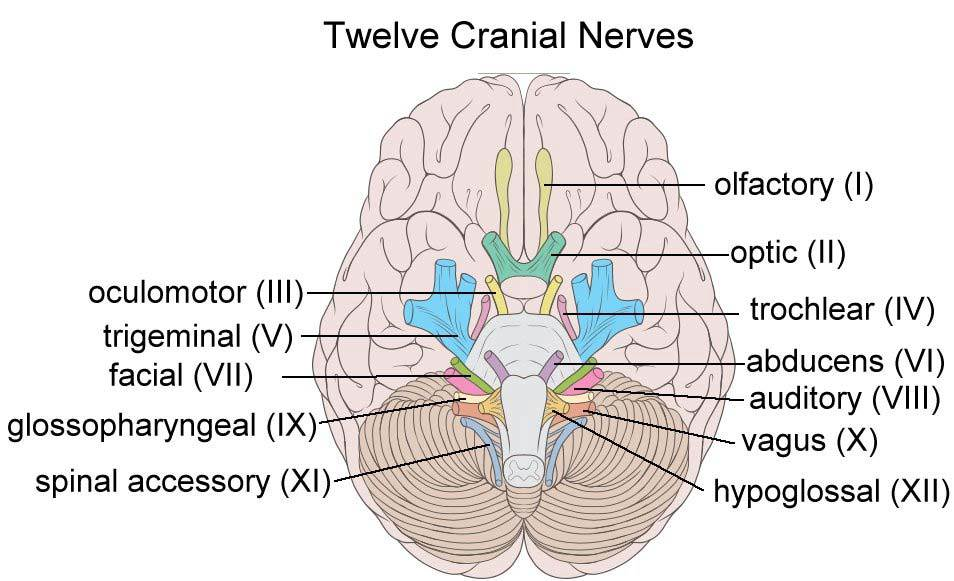
뇌신경 12개의 모식도 구조

## 같이 보기
- 앞뇌 (forebrain, prosencephalon, 전뇌)

- 끝뇌 (telencephalon, 종뇌)
- 사이뇌 (diencephalon, 간뇌)

- 중간뇌 (midbrain, mesencephalon, 중뇌)
- 마름뇌 (hindbrain, rhombencephalon, 후뇌)

- 뒤뇌 (metencephalon)

- 다리뇌 (pons)
- 소뇌 (cerebellum)

- 숨뇌 (myelencephalon, medulla oblongata, 연수)